# Acemhöyük

Locatie van Acemhöyük

Acemhöyük is een archeologische vindplaats in centraal Turkije.
De heuvel (höyük) is gelegen 13 km ten noordwesten van Aksaray aan de zuidoever van het zoutmeer Tuz Gölü. Opgravingen zijn begonnen in 1962 onder leiding van Nimet Özgüç en worden sinds 1989 voortgezet onder Aliye Öztan van de Ankara Universiteit.
De plaats was een belangrijke stad in de tijd van het Oud-Assyrische handelsimperium, net als Kültepe en is waarschijnlijk te identificeren met de stad Purushanda (Burushattum). Purushanda werd veroverd door de Hethitische koning Labarna. Hattusili I heeft de stad vernietigd na de opstand van de Prins of Purushanda ca. 1650 v. Chr.
Er zijn bullae gevonden van onder anderen Shamshi-adad I van Assyrië, Aplahanda van Carchemish, Anum-Hirbi van Mama en een dochter van Zimri-Lim van Mari.

## Stratigrafie
| Laag  |                       |                                                       |                       |
| ----- | --------------------- | ----------------------------------------------------- | --------------------- |
| I     | Hellenistisch         |                                                       |                       |
| II    | Assyrische kolonie    |                                                       |                       |
| III   | Paleisperiode         | Dendrochronologisch 1791±35 v.Chr. ~ Kültepe karum II | Door brand verwoest   |
| IV    | Bronstijd?            | Nauwelijks onderzocht                                 | Nauwelijks onderzocht |
| V-XII | Bronstijd - Kopertijd | Nauwelijks onderzocht                                 | Nauwelijks onderzocht |

## Verwijzingen
1. ↑  https://www.academia.edu/7597661/Acem_H%C3%B6y%C3%BCk_2_Buru%C5%A1hattum_Puru%C5%A1handa_. Gearchiveerd op 10 juli 2019.
2. ↑  Historical dictionary of the Hittites. Charles Burney 2004 ISBN 0-8108-4936-4
3. ↑  (en)  (tr)  University of New England

Zie ook
1. Acemhöyük-Purushattum (Aksaray) (transanatolie.com)
2. Acemhöyük (Ancient Anatolian City of Acemhoyuk-Aksaray) (transanatolie.com)
3. Purushattum - Purushottam -Purushanda - Acemhöyuk - Yeşilova -Aksaray (transanatolie.com)